# Biblioteca comunale Planettiana
La biblioteca Planettiana è la biblioteca comunale accolta nel Palazzo della Signoria di Jesi, nelle Marche.
Oggi con i suoi circa 150 000 volumi, e inoltre manoscritti e incunaboli che vanno dal XV al XIX secolo è una delle biblioteche più importanti della regione.

## Storia

### Biblioteca
La biblioteca nasce nel 1859 dal lascito testamentario del marchese Angelo Ghislieri della propria libreria. Nel 1868 vennero aggiunte circa 6 000 opere provenienti da quattro biblioteche di ordini religiosi cittadini.
Nel 1906 il marchese Bernardo Pianetti donò alla biblioteca comunale 15 000 volumi di diversi soggetti e materie che spaziano dal XV al XIX secolo. Da cui il nome di biblioteca Planettiana.
Fra le altre donazioni compaiono l'edizione bodoniana dell'Iliade di Omero del 1808 e lettere autografe dell'umanista Angelo Colocci.
Una sezione musicale comprende ore manoscritte e a stampa di diversi compositori fra cui Giovanni Paggi (1806-87), Francesco Morlacchi, Giovanni Battista Pergolesi e Gaspare Spontini.
Nel 1938 la marchesa Cristina Colocci-Honorati dona una collezione di oltre 2 000 disegni e stampe fra cui notevoli riproduzioni di Salvator Rosa, Canaletto e Rembrandt.
In seguito i Marcucci donarono alla biblioteca circa 4 000 volumi e opuscoli sui temi delle "Religioni", del "Pacifismo" e del "Vegetarismo" con rare edizioni di Verne, Tolstoj e De Amicis.

### Archivi storici

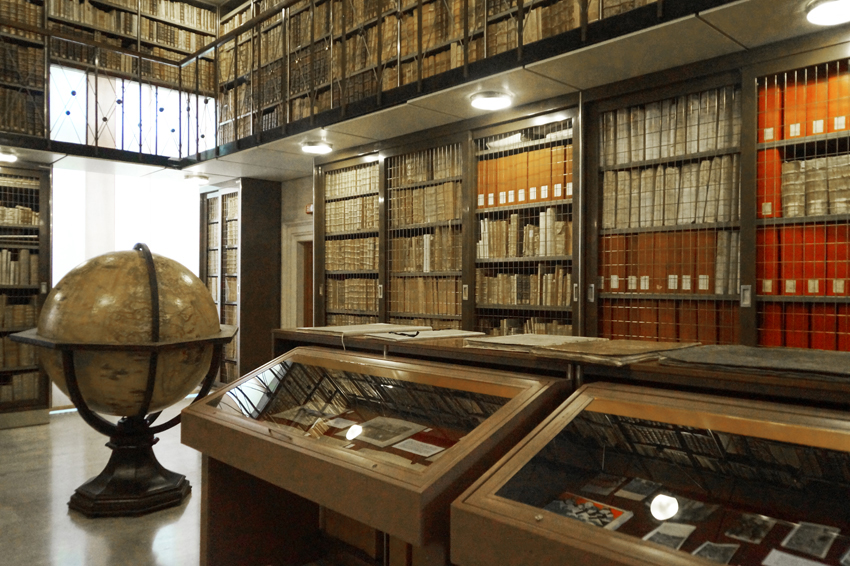
La Sala dei Mappamondi

Il ricco settore degli archivi storici comprende importantissimi fondi pubblici e privati:
- Archivio Storico Comunale. È costituito da due fondi. Uno di 517 pergamene dal 1211 al 1797[2] e un altro cartaceo con documenti che partono dal XIV secolo, fra cui un'edizione della Divina Commedia stampata a Venezia nel 1497[2].
- Archivio Pianetti. Venne donato nel 1976 dalla marchesa Metella Franceschi-Pianetti[3] e comprende documenti dal XV al XIX secolo, fra cui alberi genealogici, titoli e prove di nobiltà, documentazione relativa alle giurisdizioni feudali, alle cariche militari, politiche ed ecclesiastiche ricoperte dai membri della famiglia, all'amministrazione dei beni e corrispondenza.
- Archivio Azzolino. Venne donato nel 1985 dalla marchesa Metella Franceschi-Pianetti[3] e conserva importanti documenti riguardanti i cardinali Decio Azzolino il Vecchio e Decio Azzolino il Giovane.
- Archivio Colocci-Vespucci. Venne nel 1985 acquistato dal Comune di Jesi, insieme a una parte del loro palazzo di famiglia[2].
- Archivio Ubaldini. Venne donato alla biblioteca nel 1956 dalla Cassa di Risparmio di Jesi che l'aveva acquisito dalla marchesa Cristina Pini-Colocci, e documenta la storia di nobili famiglie di Jesi, Fano, Urbino e Perugia.
- Archivio Storico degli Istituti di Beneficenza. Documenta l'assistenza e la beneficenza nel territorio dal XVI secolo[2].
- Archivio Guglielmi-Balleani. Acquistato dal Comune di Jesi nel 1993 è costituito da 406 buste con pergamene e cartacei dal XV al XIX secolo riguardanti le famiglie nobili cittadine che ebbero un ruolo primario nella storia di Jesi[2].

## Patrimonio
A oggi possiede circa 150 000 volumi. Inoltre sono conservati migliaia di opere fra manoscritti, pergamene, incunaboli, cinquecentine, almanacchi e volumi di gazzette del XVII-XVIII secolo. Sono conservati anche due mappamondi del XVII secolo, nell'omonima sala del secondo piano.
Al suo interno sono ospitate
- biblioteca dei ragazzi, con oltre 6 500 opere scelte per ragazzi fino a 16 anni[2].
- biblionastroteca comunale, con audiolibri di vario genere per ciechi[2].

## Palazzo della Signoria
Il palazzo già sede del Gonfaloniere e dei Priori, sorge sul punto più alto della città. Venne eretto fra il 1486 e il 1498 dall'illustre architetto senese Francesco di Giorgio Martini.
Restaurato nel 1930, ospita oggi la biblioteca.